# Lactarius adustus
Lactarius adustus é um fungo que pertence ao gênero de cogumelos Lactarius na ordem Russulales. Encontrado no Brasil, foi primeiramente descrito cientificamente por Rick em 1938.